# Крв и пепео Јасеновца
Крв и пепео Јасеновца је југословенски документарни филм из 1983. године који је режирао Лордан Зафрановић и писао сценарио, заједно са Душком Лончаром.

## Опште информације
Овај документарни филм Лордана Зафрановића говори о најмасовнијем стратишту нацистичке Немачке, Независне Државе Хратске и представља документ о усташком логору смрти. Направљен је поводом четрдесет година од пробоја логораша из логора Јасеновац.
Кинематографи на филму били су Иван Орешковић, Драгутин Новак и Хинко Царинић, док су музику радили Владимир Краус-Рајтерић и Борис Папандопуло. Кроз архивске снимке и фотографије у филму су представљени Адолф Хитлер, Анте Павелић, Алојзије Степинац, Миле Будак, Вјекослав Лубурић, Славко Брил, Јосип Броз Тито и Бенито Мусолини.
Филм је током деведесетих година доспео на „црну листу” Хрватске демократске заједнице.